# Philippe Bridau
Philippe Bridau, nascido em 1796, é um personagem da Comédia Humana de Honoré de Balzac. Brutal, violento, mas de físico atrante, este lutador hábil na espada, antes um bom soldado, se tona rapidamente um bandido quando Napoleão cai. Ele se recusa a servir or Bourbons, o que o leva às piores atitudes, apesar do devotamento de seu irmão Joseph.
Sua mãe, Agathe Bridau, tem por ele uma preferência cega. Será necessário que ele leve sua canalhice ao limite para que ela descubra sua verdadeira natureza.

## Cronologia
Seu pai, um bonapartista convicto, foi chefe de divisão do ministério do interior de Bonaparte. Quando ele morre, o Imperador toma conta da educação de Philippe e de seu irmão mais novo, que se tornam bolsistas no colégio imperial.
Em 1813, surpreso pela segunda volta do Imperador, ele se torna fanático e exige engajamento. É enviado a Saint-Cyr, de onde sai com o título de sub-tenente. Participa na Campanha da França contra a Sexta Coligação, sendo promovido a tenente por haver salvo seu coronel. Depois, torna-se capitão e chega a oficial de ordenança do Imperador.
Em 1814, ele se recusa a servir os Bourbons, e continua a acompanhar o Imperador durante os Cem Dias.
Em 1816, ele é tenente coronel a meio soldo. Ele joga, bebe e frequenta assiduamente um café bonapartista, o café Lamblin. Ele se envolve em conspirações bonapartistas. É preso, mas liberado por falta de provas.
Em 1817, sendo seu meio soldo suprimido, ele embarca para Champ d'asile no Texas. O insucesso da missão o torna definitivamente depravado. Ele frequenta mulheres mundanas e atrizes, de quem tira dinheiro. Ele rouba frequentemente o caixa de seu irmão Joseph e descobre que a amiga de sua mãe, Madame Descoings, esconde economias debaixo de seu colchão para jogar na loteria todo dia no mesmo número. Ela a rouba no mesmo dia em que seu número é sorteado.
Em 1821, ele rouba de seu irmão uma cópia de um quadro de Rubens que toma por original. Joseph ganhava sua vida naquela época copiando os grandes mestres.
Em 1822, acusado de parte em uma nova conspiração contra os Bourbons, ele é condenado ao exílio. Sua mãe e seu irmão usam de sua influência para enviá-lo a Issoudun, onde mora seu tio materno Rouget, que recebeu toda a herança em detrimento de Madame Bridau, nascida Rouget. É lá que ele descobre o montante da fortuna de seu tio e a existência de Flore Brazier, que seu avô havia adotado e que agora se esforça para tomar para si e seu amante Maxence Gilet a fortuna de Rouget.
Em 1824, Philippe consegue provocar Maxence a um duelo, e o mata. Depois, ele força Flora Brazier a se casar com seu tio Rouget, e o faz estabelecer um testamento a seu favor. Com a morte de tio Rouget, Flore se torna viúva, e à frente de uma fortuna imensa que Phillipe consegue desviar por uma manobra hábil. Ele força Flore a casar-se comn ele, e volta a Paris.
Em 1827, ele frequenta a melhor sociedade parisiense (Henri de Marsay, Frédéric de Nucingen), e se instala em uma mansão particular sem sua esposa, que descarta de sua vida, e de quem decide se desembaraçar. Graças à esperteza de Philippe, Flore se torna alcoólatra e morre.
Em 1828, ele se encontra imensamente rico, graças a felizes operações financeiras com Frédéric de Nucingen, mas ele se recusa a ver sua mãe arruinada e agonizante. Ele busca um bom casamento. Mas ele é logo arruinado pelos banqueiros da alta finança, que não lhe revelam todos os segredos do negócio.
Em 1833, ele parte à Algéria, onde se distingue à frente de um batalhão. Morre em 1839, com a cabeça ferida por um yatagan.
Ele aparece também em:
- Un début dans la vie
- Illusions perdues
- La Maison Nucingen
- Splendeurs et misères des courtisanes
- Ferragus
- La Cousine Bette